# Diana Noel
Diana Noel, 2e baronne Barham (18 septembre 1762 - 12 avril 1823) est une pair, philanthrope et abolitionniste qui créé des écoles et des églises sur la péninsule de Gower.

## Jeunesse
Née le 18 septembre 1762 à Barham Court, Teston dans le Kent, elle est la fille de Margaret Gambier et Charles Middleton, un amiral qui est créé baron Barham, de Barham Court et Teston dans le comté de Kent en mai 1805 ,. Ils sont des méthodistes calvinistes, et sont des amis de l'écrivain religieux et philanthrope Hannah More, l'ecclésiastique George Whitefield et l(homme politique et abolitionniste William Wilberforce .

## Mariage
Elle se marie le 21 décembre 1780 à Gerard Edwardes, qui est un banquier formé à Cambridge et député au Parlement. En 1798, il hérite des biens de son oncle, Henry Noel (6e comte de Gainsborough), et change son nom de famille en Noel . Ils ont dix-huit enfants  dont l'un, Baptist Wriothesley Noel, déclare que la maison de ses parents "combinait la politique whig, la dévotion évangélique, le non-conformisme aristocratique et la force d'esprit dans un puissant mélange" .
Les domaines de Gérard, d'une valeur de 20 800 £ par an et composés de 15 000 acres, sont mis en fiducie en raison de la mauvaise gestion financière en 1816 .

## Baronne Barham

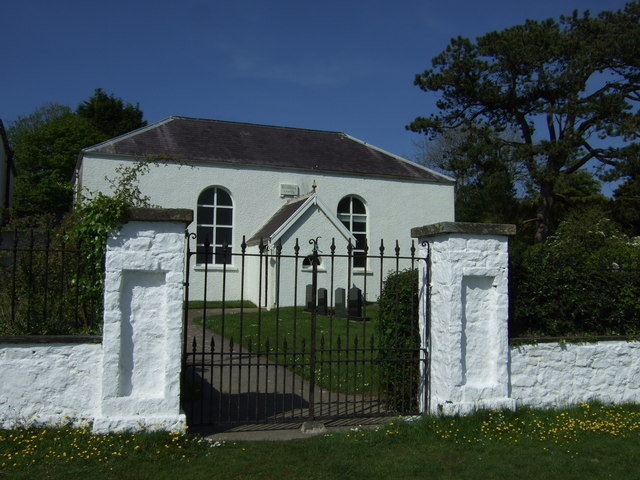
La chapelle Bethesda à Burry Green est construite en 1813 ou 1814 par Diana, la baronne Barham

Lorsque son père meurt en 1813, en tant qu'enfant unique, elle devient 2e baronne Barham par un reste spécial . Cette année-là, ayant découvert que son mari est un "mari débauché et excentrique", elle déménage à Fairy Hill, Gower, et commence à financer la construction d'écoles gratuites ainsi que de quatre églises indépendantes et de deux églises méthodistes calvinistes . Elle est également abolitionniste et amie avec Samuel Johnson .
Elle meurt à Fairy Hill le 12 avril 1823 et est enterrée à Teston . Son fils Charles devient Lord Barham. Il fait transférer les chapelles à des syndics . Sa correspondance est archivée avec celle de la famille Noel au Record Office de Leicestershire, Leicester et Rutland  et des photographies liées à sa vie sont conservées à la Chipping Campden History Society .